# Luke Kelly
Luke Kelly (en gaélico irlandés Lúcás Ó Ceallaigh; Dublín, 16 de noviembre de 1940-Ibid., 30 de enero de 1984) fue un cantante, compositor y banjista folk irlandés.
Nacido en el seno de una familia modesta de Dublín, en 1962 fundó un grupo con Ciarán Bourke, Ronnie Drew y Barney McKenna, al que inicialmente llamaron The Ronnie Drew Ballad Group y que tiempo después, en una tarde lluviosa en un pub, rebautizaron con el nombre de The Dubliners, en alusión al libro homónimo de James Joyce, que, según la leyenda, Luke Kelly se encontraba leyendo.
Luke Kelly era un músico políticamente comprometido y muchas de las canciones que grabó hablaban de problemas sociales, de la carrera armamentista y la guerra, de los derechos de los trabajadores y del nacionalismo irlandés. En 1980 le diagnosticaron un tumor cerebral, que le causó la muerte en 1984.
Luke Kelly sigue siendo hoy en día un icono de Dublín, y su música es considerada por muchos como uno de los tesoros culturales de la ciudad. Un año después de su muerte, el puente de Ballybough, que atraviesa el río Tolka, pasó a llamarse "puente de Luke Kelly".

## Biografía

### Primeros años
Luke Kelly nació en Sheriff Street, en un barrio proletario del norte de Dublín. Era hijo de Luke Kelly (1904–1966), trabajador de la fábrica de galletas Jacob's, y Julia Kelly (1908–1976), y tenía tres hermanos y dos hermanas. Según su hermana Betty, la familia vivía "en la extrema pobreza". Su abuela materna, que emigró a Irlanda desde Escocia, vivió con la familia Kelly hasta su muerte, en 1953. Estudió en la escuela católica St. Lawrence O'Toole del centro de Dublín, y aunque era buen estudiante, tuvo que dejar la escuela a los 13 años para contribuir económicamente al mantenimiento de la familia. Ello no le impidió seguir siendo durante toda su vida un ávido lector que siempre tenía a mano un libro y varios periódicos. Su primer trabajo fue de recadero en una empresa de venta de electrodomésticos, pero también trabajó como repartidor para la licorería Mitchell and Son Spirits e hizo otros trabajos esporádicos, como pintor y operario en la misma fábrica de galletas en la que trabajaba su padre. Luke y su hermano Paddy jugaban al fútbol y al fútbol gaélico cuando eran niños, afición que les había transmitido su padre.
Dada la mala situación económica por la que atravesaba Irlanda, en 1957 abandonó el país y trabajó en un hotel de la Isla de Man. Posteriormente recaló en Birmingham (Inglaterra), donde se había instalado su hermano Paddy. Durante un tiempo trabajaron como ferrallistas en Wolverhampton, en una obra de la que supuestamente fue despedido por reclamar un aumento de sueldo y mejores condiciones laborales para los obreros. Los años siguientes los pasó haciendo trabajos esporádicos de diversa índole en ciudades como Birmingham, Leeds y Newcastle upon Tyne. Allí entró en contacto con el floreciente movimiento de la música folk y empezó a tocar el banjo de cinco cuerdas y a cantar como músico callejero en pubs y clubes de folk. Se familiarizó con la música de Woody Guthrie y Pete Seeger, trabó amistad con Dominic Behan, con quien compartió escenarios, y entró en contacto con numerosos músicos de folk irlandeses y británicos de renombre, entre ellos Ewan MacColl, a quien Kelly admiraba.
Su conciencia política se fue formando paralelamente a su trayectoria musical. Frecuentó los círculos comunistas, se afilió al Partido Comunista de Gran Bretaña y a la Asociación Connolly, una organización de emigrantes irlandeses en Inglaterra de orientación socialista. Recorría los pubs irlandeses vendiendo el Irish Democrat, el periódico de la asociación, al final de sus canciones. También participó en la Liga de Jóvenes Comunistas del Reino Unido, el ala juvenil del Partido Comunista de Gran Bretaña, y vendía su periódico, el Daily Worker. Tales actividades le valieron el apodo de "Luke el Rojo" (Luke The Red), también debido a la melena pelirroja que tenía. Asimismo, colaboró en la Campaña para el Desarme Nuclear. Debido, entre otras cosas, a sus propios orígenes proletarios, Kelly fue durante toda su vida un izquierdista convencido.

### ConThe Dubliners
Tras pasar una larga temporada tocando en las calles de París, Kelly regresó a Dublín en 1962, donde el pub O'Donoghue's ofrecía un local para que los músicos de folk ensayaran y actuaran. Allí conoció a Ronnie Drew y a Barney McKenna, con los que fundó la banda Ronnie Drew Ballad Group, que realizó varias giras. El grupo decidió buscar un nombre más llamativo, y, según la leyenda, Kelly, que se encontraría leyendo Dubliners (en español Dublineses) de James Joyce, habría sugerido el nombre de "The Dubliners".
Luke Kelly formó parte de los Dubliners desde 1962 hasta principios de 1964 y desde finales de 1965 hasta su muerte, ocurrida en 1984. Durante los casi dos años de ausencia, viajó a Inglaterra con la actriz irlandesa-estadounidense Deirdre O'Connell (1939–2001), con la que se casó en 1965, para ampliar sus horizontes musicales. En Londres, Ewan MacColl se convirtió en su mentor musical más importante. En 1965, Luke Kelly publicó su primera grabación en solitario en un álbum de Liam Clancy. Aquel mismo año regresó a Dublín y volvió con los Dubliners, que en 1967 empezaron a conocer el éxito internacional con temas como Seven Drunken Nights ("Siete noches de borrachera").
Kelly contribuyó considerablemente a definir la imagen del grupo, tanto en el plano visual, gracias a su poblada melena de rizos pelirrojos, como en el plano musical. Era, junto a Ronnie Drew, la voz de los Dubliners y su inconfundible y potente voz de tenor se convirtió en el sello de identidad del grupo. No en vano, John Sheahan le llamaba "el alma de la banda". Pese a ser un artista de éxito, jamás renegó de sus convicciones políticas. Muchas de sus canciones hablaban de los problemas sociales, la carrera armamentista y la guerra, y los derechos de los trabajadores, como The Springhill Disaster, Joe Hill, The Button Pusher y su poema For What Died the Sons of Roisin, que interpretaba en concierto.
Entre las canciones más conocidas interpretadas por Luke Kelly figuran The Rocky Road to Dublin, The Town I Loved So Well, Scorn Not His Simplicity (una canción escrita por Phil Coulter, por aquel entonces representante de los Dubliners, sobre su hijo con síndrome de Down) y On Raglan Road. Esta última canción la incluyó en su repertorio tras pedírselo el poeta Patrick Kavanagh, autor de la letra.
Además de colaborar con los Dubliners, Kelly también hacía apariciones ocasionales en el teatro: interpretó al Rey Herodes en una producción del musical Jesucristo Superstar en el Gaiety Theatre de Dublín en 1972 y apareció con los Dubliners en la obra de Brendan Behan Richard's Cork Leg.

### Enfermedad y muerte
Aunque la presencia escénica de Kelly rebosaba energía y vitalidad, en la intimidad se le tenía por una persona más bien introvertida y reflexiva, con un apetito insaciable por la lectura. Además de fútbol y fútbol gaélico, que había practicado en clubes de niño, también practicaba el golf. Su consumo excesivo de alcohol le causaba problemas; ya a principios de los años 70 sus amigos mostraban preocupación por su alcoholismo. A principios de los años setenta se separó de su esposa Deirdre, fundadora y directora del Focus Theatre de Dublín, y desde 1976 hasta su muerte vivió con la alemana Madeleine Seiler.
No fue hasta después de que los Dubliners se disolvieran en 2012 cuando salieron a la luz unas declaraciones de Kelly en las que afirmaba sentirse cada vez más descontento dentro del grupo, dado que se sentía artísticamente constreñido por su frenético maratón de actuaciones y su limitado repertorio, si bien no lo quería abandonar por sentido de la responsabilidad.
El 30 de junio de 1980, Luke Kelly sufrió un desvanecimiento en el escenario mientras daba un concierto en la Cork Opera House. Llevaba tiempo sufriendo cefaleas y pérdidas de memoria, que se atribuyeron a su consumo excesivo de alcohol. Posteriormente se le detectó un tumor cerebral. Aunque tras someterse a una intervención quirúrgica pudo volver a actuar con los Dubliners, su salud se fue deteriorando paulatinamente. Se olvidaba de las letras de las canciones y tenía que hacer pausas en los conciertos porque se encontraba muy débil. El 15 de abril de 1981 sufrió un nuevo desmayo en un concierto en el Embankment Inn de Tallaght (Dublín). En el verano de aquel mismo año tuvo que cancelar una gira europea de los Dubliners en Suiza y tomarse un descanso hasta octubre. El 31 de marzo de 1983 se sometió a una segunda intervención quirúrgica en el Hospital Richmond de Dublín. Aun así, Kelly pudo recuperarse lo suficiente como para volver a actuar con los Dubliners. En octubre de 1983 se realizaron las grabaciones para el último álbum de la banda que contó con la participación de Luke Kelly, Live in Carré, en el Teatro Real Carré de Ámsterdam. Aquel mismo otoño tuvo que abandonar el escenario durante un concierto en Traun (Austria), a consecuencia de un colapso circulatorio. Poco después tuvo que abandonar la gira en Mannheim (Alemania) y, tras ser hospitalizado brevemente en Heidelberg, fue trasladado en avión a Dublín, donde ofreció su última actuación en diciembre de 1983. Pasó las Navidades con su familia, pero el 28 de enero ingresó de nuevo en el Hospital Richmond, donde falleció el 30 de enero de 1984.
Está enterrado en el cementerio de Glasnevin, cerca de Dublín. Su lápida lleva la inscripción: Luke Kelly - Dubliner.

## Legado

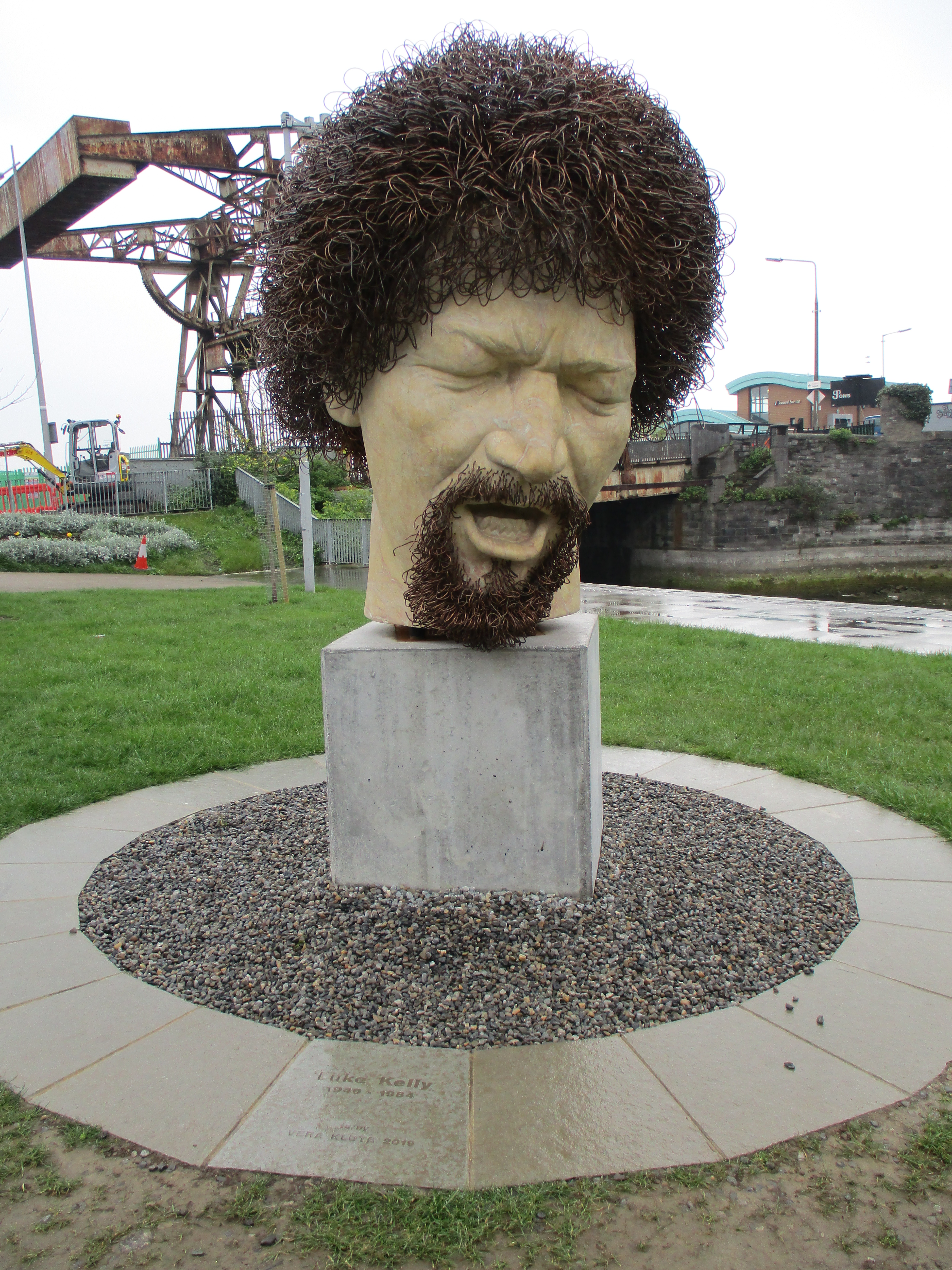
Estatua de Luke Kelly en Sheriff Street (Dublín), obra de Vera Klute. Inaugurada en 2019

El legado de Luke Kelly y su contribución a la música y la cultura irlandesas han sido definidos como "icónicos" y han quedado plasmados en numerosos documentales y antologías. Su muerte prematura contribuyó a convertirlo en una figura legendaria entre los cantantes folk irlandeses del siglo XX. 
En Dublín, el puente de Ballybough sobre el río Tolka fue rebautizado como "puente de Luke Kelly". En noviembre de 2004, el Ayuntamiento de Dublín votó por unanimidad erigir una estatua de bronce de Luke Kelly en el norte de Dublín. Sin embargo, este proyecto no se llevó a cabo después de que la Autoridad Portuaria de Dublín retirara su compromiso para financiarlo. En 2014, con motivo del 30 aniversario de la muerte de Kelly, numerosas voces se alzaron para reclamar un monumento en su honor. Finalmente, en enero de 2019 se inauguraron dos estatuas de Kelly en Dublín, con motivo del 35 aniversario de su muerte. Una de ellas, a tamaño natural y obra de John Coll, se ubica en South King Street. La segunda, obra de Vera Klute, es un busto de mármol ubicado en Sheriff Street. 
En 2001, se estrenó en Dublín el espectáculo The Legend of Luke Kelly - Dubliner, con el que el cantante Chris Kavanagh ha realizado giras por Irlanda desde entonces. En las Navidades de 2005 se estrenó el documental del escritor y director Michael Feeney Callan titulado Luke Kelly: The Performer, que relataba su historia a través de los testimonios de los Dubliners, Donovan, Ralph McTell y otros contemporáneos, e incluía versiones completas de actuaciones en directo poco vistas. Entre las canciones en homenaje a Luke Kelly figuran The Dublin Minstrel de Declan O'Donoghue, grabada por Paddy Reilly y por los Dubliners (voz de Patsy Watchorn), y Luke Kelly's Land de Pete St. John, grabada por los Dublin City Ramblers.

## Discografía

### Álbumes recopilatorios
| 1994 | The Collection - Discográfica: - Formato: CD            | 1  |
| 1999 | Working Class Hero - Discográfica: - Formato: CD        | 10 |
| 2004 | The Best Of - Discográfica: - Formato: CD               | 2  |
| 2005 | The Performer - Discográfica: - Formato: CD             | 14 |
| 2007 | Working Class Hero - Discográfica: - Formato: CD        | 33 |
| 2010 | The Definitive Collection - Discográfica: - Formato: CD | 7  |

### Sencillos
| 2013 | The Auld Triangle con The Dubliners - Discográfica: - Formato: Digital | 80 |

### DVD
| 2005 | The Performer - Discográfica: - Formato: DVD | 1 |